# Carl Klein
Johann Friedrich Carl Klein (Hanau, 15 settembre 1842 – Berlino, 23 giugno 1907) è stato un mineralogista e cristallografo tedesco.

## Biografia
Carl Klein si laureò nel 1868 presso l'Università Ruprecht Karl di Heidelberg cominciando la sua attività come docente privato. Nel 1873 divenne professore associato presso la stessa università e dal 1877 professore di mineralogia all'Università Georg-August di Gottinga. A Gottinga diresse l'Istituto di mineralogia e petrografia. Nel 1887, Klein si trasferì all'Università Humboldt di Berlino come professore di geologia.
Klein introdusse nuove tecniche di polarizzazione microscopica per studiare i minerali e ne esplorò le proprietà ottiche. Lo studio dei meteoriti fu un altro ambito della sua ricerca. Ampliò la collezione del Museum für Naturkunde di Berlino da 217 a 500 esemplari.

## Adesioni
Nel 1882 Klein è membro della Leopoldina. Nel 1877 fu eletto membro dell'Accademia delle scienze di Gottinga. Nel 1887 diviene membro dell'Accademia Reale Prussiana delle Scienze e nel 1895 membro onorario della Società mineralogica di Gran Bretagna e Irlanda.

## Riconoscimenti
Un nuovo minerale descritto da Arthur Sachs nel 1905 fu chiamato kleinite in suo onore.